# Project Dolphin
Project Dolphin är ett f.d. projekt som gick ut på att räkna antal tangenttryckningar en datoranvändare gjorde på ett tangentbord och skapade statistik utifrån alla användares tangenttryckningar. Projektet startade 2002, dog 2003 och återupplivades strax därefter. Det fungerade så att man laddade ner ett litet program som kördes i bakgrunden och räknade hur många tangenttryck man gjorde och sedan skickade programmet med jämna mellanrum informationen till servern. Projektet var väldigt populärt ett tag, men har nu dött ut.
Webbplatsen låg på project-dolphin.nl men har nu lagts ner.